# 曹聲揚
曹聲揚（英文：Ralf Tso Sing-yeung），是一名香港拳擊運動員，為四屆香港拳擊總會比賽冠軍。曹聲揚出身自拳擊世家，其父曹樹仁（1950年—2016年7月12日）為七屆香港拳擊冠軍和香港亞洲運動會拳擊代表隊隊員；其弟曹星如，被傳媒冠以「神奇小子」的外號，是歷史上第一位排名世界第一的香港拳手。